# Izoterma FG
Izoterma FG czyli izoterma Fowlera i Guggenheima (formalnie identyczna z izotermą Frumkina) dotyczy monowarstwowej zlokalizowanej adsorpcji fizycznej z uwzględnieniem tzw. oddziaływań bocznych, czyli oddziaływań pomiędzy zaadsorbowanymi cząsteczkami adsorbatu.
Oddziaływania boczne w modelu FG mają charakter dyspersyjny i niespecyficzny i są uśredniane poprzez tzw. model średniego pola (ang. mean field approximation). Izoterma Langmuira stanowi przypadek szczególny izotermy FG gdy zaniedbuje się oddziaływania boczne.
Izoterma FG ma postać:
{\displaystyle \theta (p)={\frac {Kp\exp(\alpha \theta )}{1+Kp\exp(\alpha \theta )}}}
gdzie:
- θ – pokrycie powierzchni (musi być znana pojemność monowarstwy)
- exp(αθ) – człon związany z oddziaływaniami bocznymi (α – parametr)

W wielu zastosowaniach wygodniejsza może okazać się inna postać izotermy Fowlera-Guggenheima:
{\displaystyle p={\frac {1}{K}}{\frac {\theta }{1-\theta }}\exp(-\alpha \theta )}
Określenie parametru oddziaływań α oraz stałej równowagi adsorpcji K na podstawie danych doświadczalnych jest łatwe w innej postaci:
{\displaystyle \left[\ln \left({\frac {\theta }{1-\theta }}\right)-\ln p\right]=\alpha \theta +\ln K}
W przypadku oddziaływań o charakterze specyficznym jak tworzenie asocjatów, należy użyć izotermy Kisielewa. W przypadku konieczności uwzględnienia zjawiska adsorpcji wielowarstwowej należy wykorzystać równanie izotermy opisujące tworzenie wielowarstwy, jak np. izoterma BET. Jeżeli powierzchnia adsorbentu nie jest idealna, wówczas należy uwzględnić jej niejednorodność energetyczną. W przypadku adsorpcji w mikroporach izoterma FG nie powinna być stosowana.